# Базиліка святого Петра в золотому небі

Базиліка святого Петра в золотому небі (італ. Basilica di San Pietro in Ciel d’Oro) — храм романської доби у місті Павія, що був катедральним собором міста і орденською церквою. Відновлений у 19 столітті.

## Рання історія
Первісна церква на цьому місці відома з 604 року. На початку 720-х років її перебудували за наказом короля Луітпранда, а по смерті короля його тут і поховали. З його діяльністю також пов'язують перевезення у храм мощей св. Августина, тобто церква виконувала функцію катедрального собору.
1327 року у зв'язку з проектом будівництва нового катедрального собору церкву передали ордену оо. августинців. 1632 року ченці замовили для мощей святого нову раку, виконану в готичному стилі. Раку вважають шедевром доби італійської готики.
1700 року августинці були вимушені покинути храм і вивезли з собою раку з мощами св. Августина. Храм почав занепадати.

## Відновлення у 19 ст

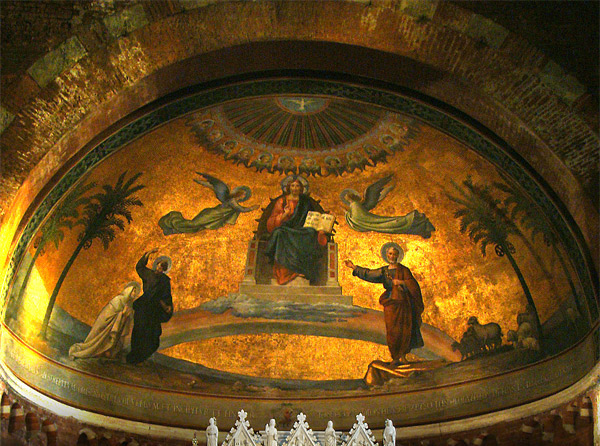
Христос на троні, янголами і св. Петром та святими на золотому тлі, мозаїка кінця 19 ст.

На початок 19 т. храм стояв пусткою. Під час військового захоплення Ломбардії армією Наполеона Бонапарта церква св. Петра використовувалась як військовий склад.
Життя у старовину церкву вирішив повернути місцевий кардинал лише наприкінці 19 століття. Церкву відремонтували. Під церквою створили крипту, тобто вона пізня. Головне — над вівтарем у абсиді створили наново мозаїку з Христом на троні, янголами і св. Петром та святими на золотому тлі, що повернуло до життя і назву церкви.

## Галерея фото головного фасаду

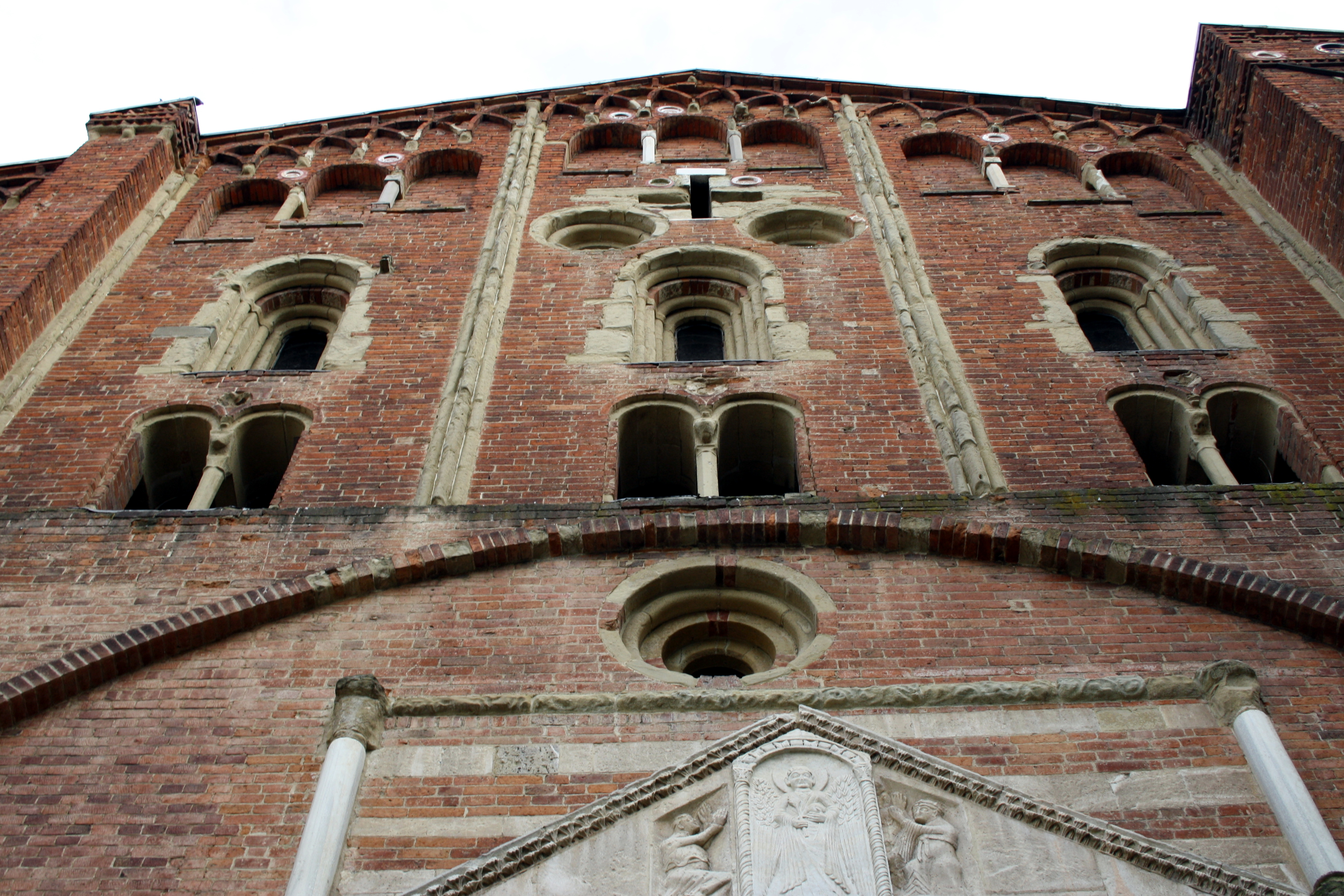
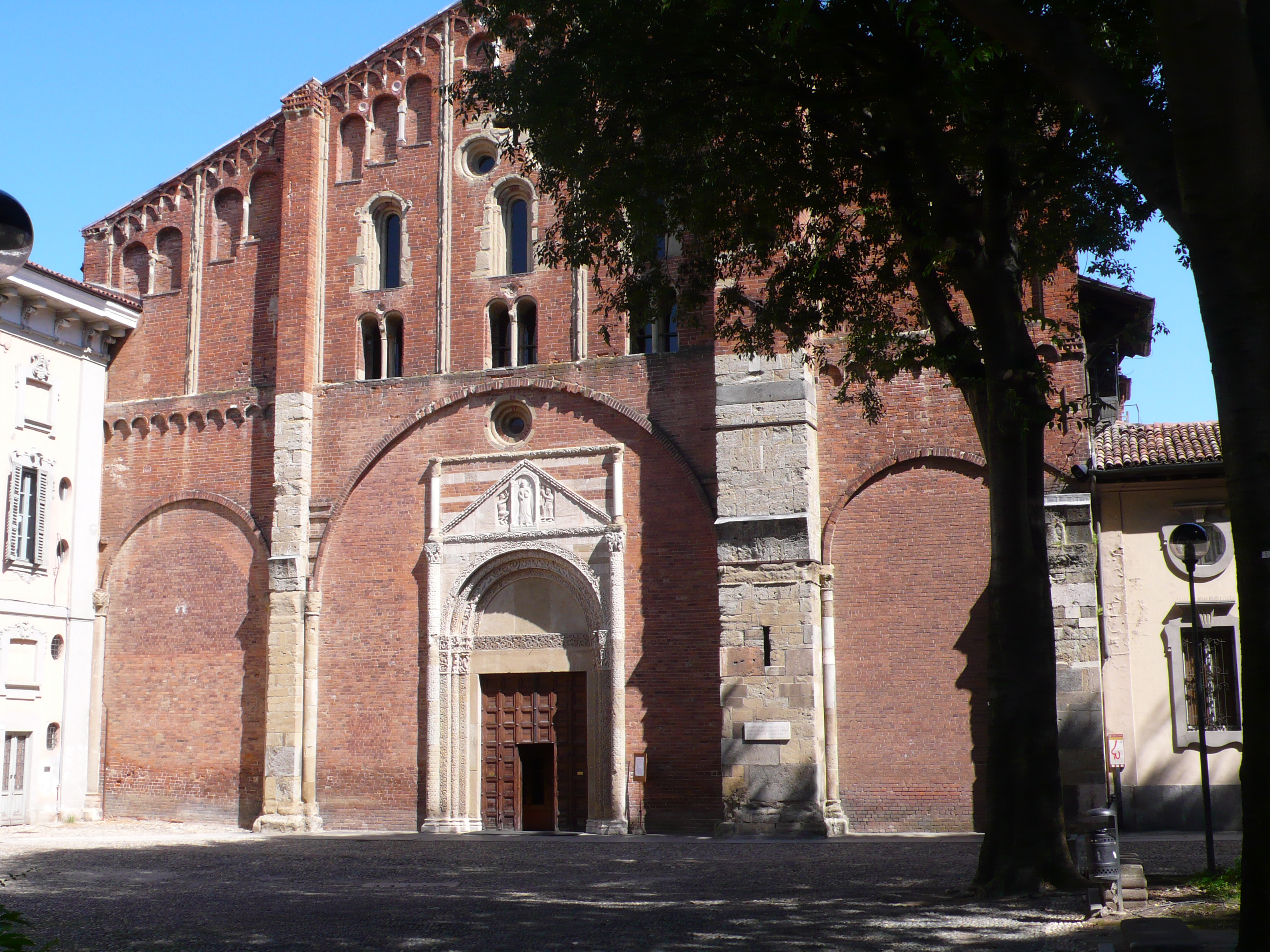
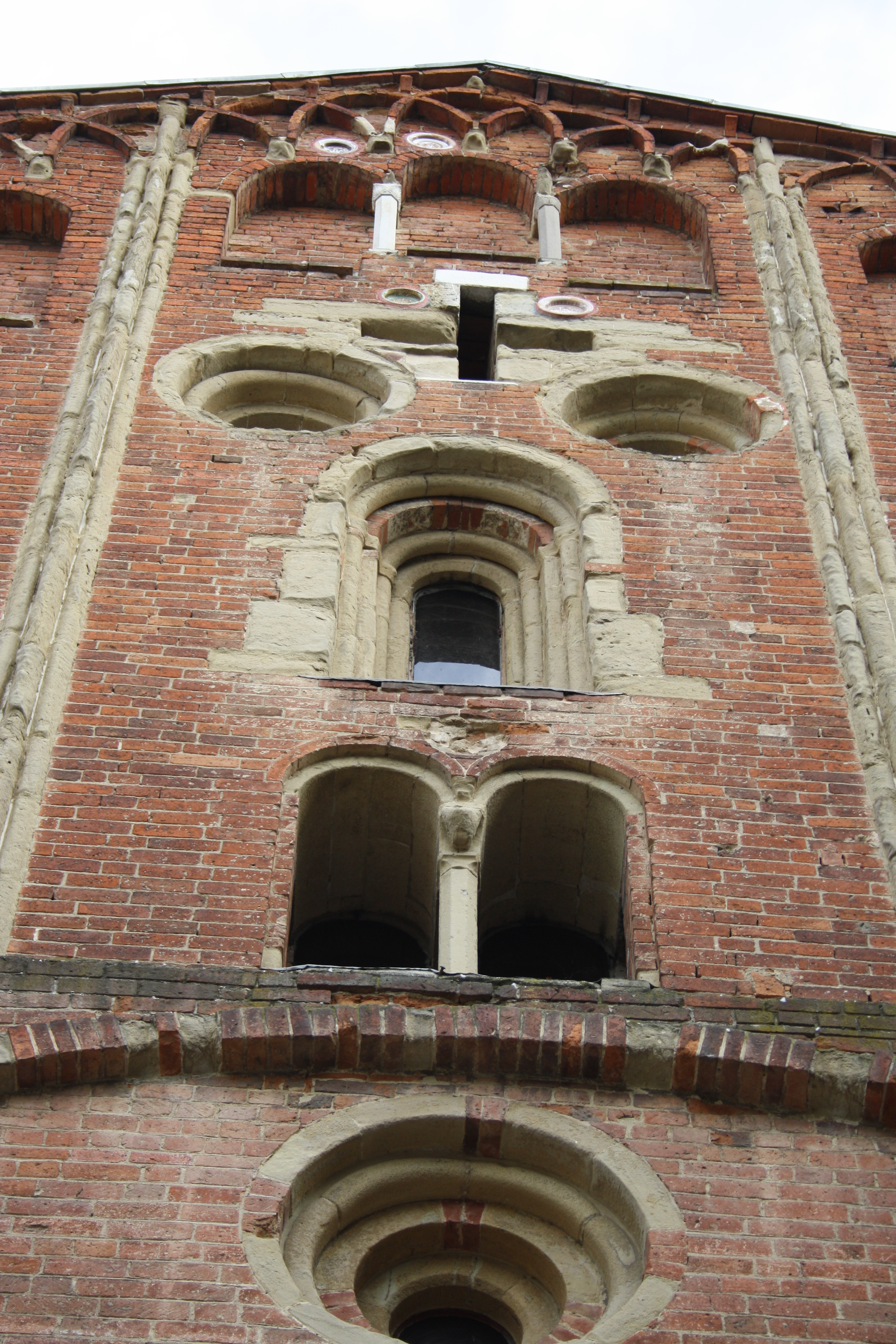
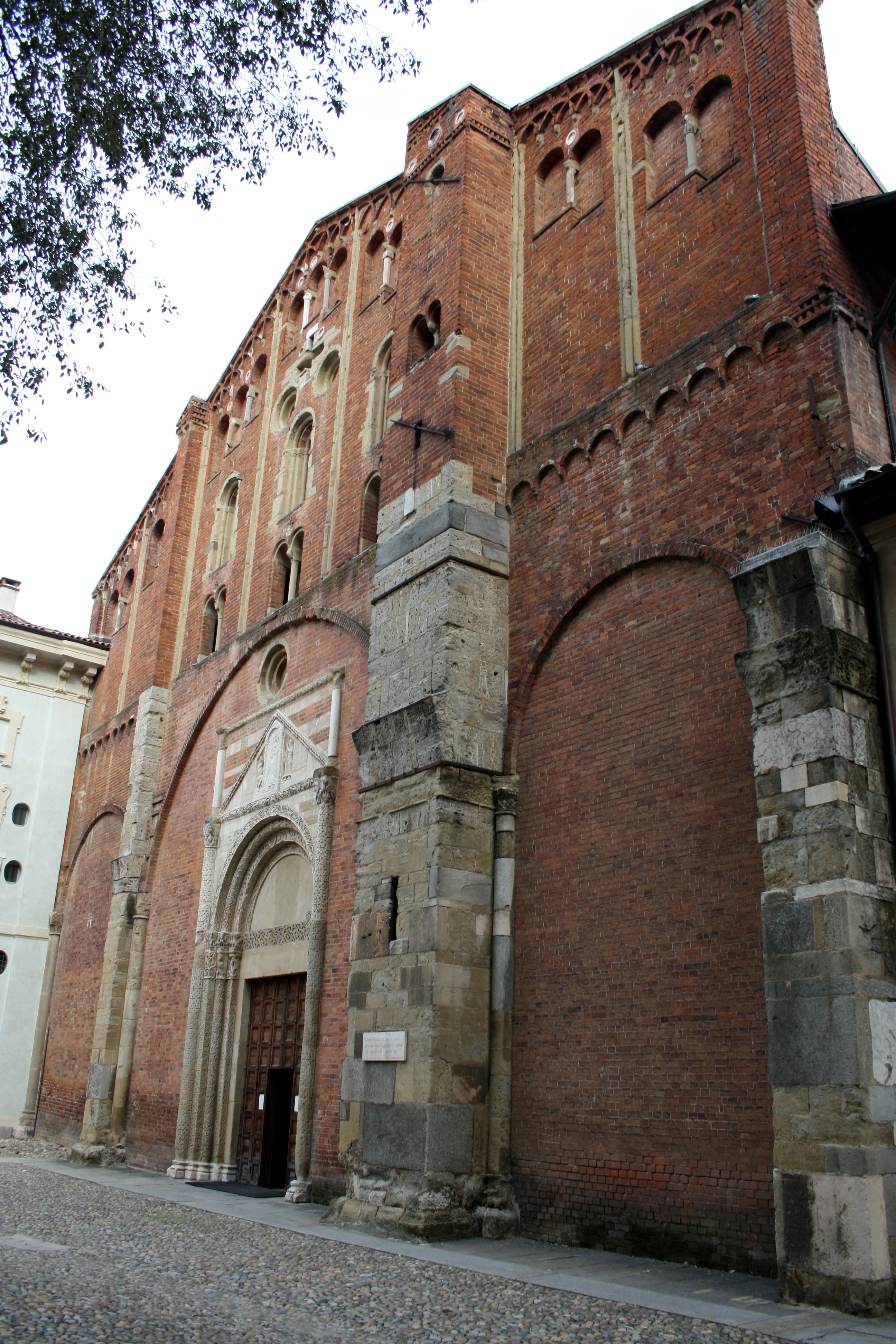

## Глерея фото (інтер'єр)

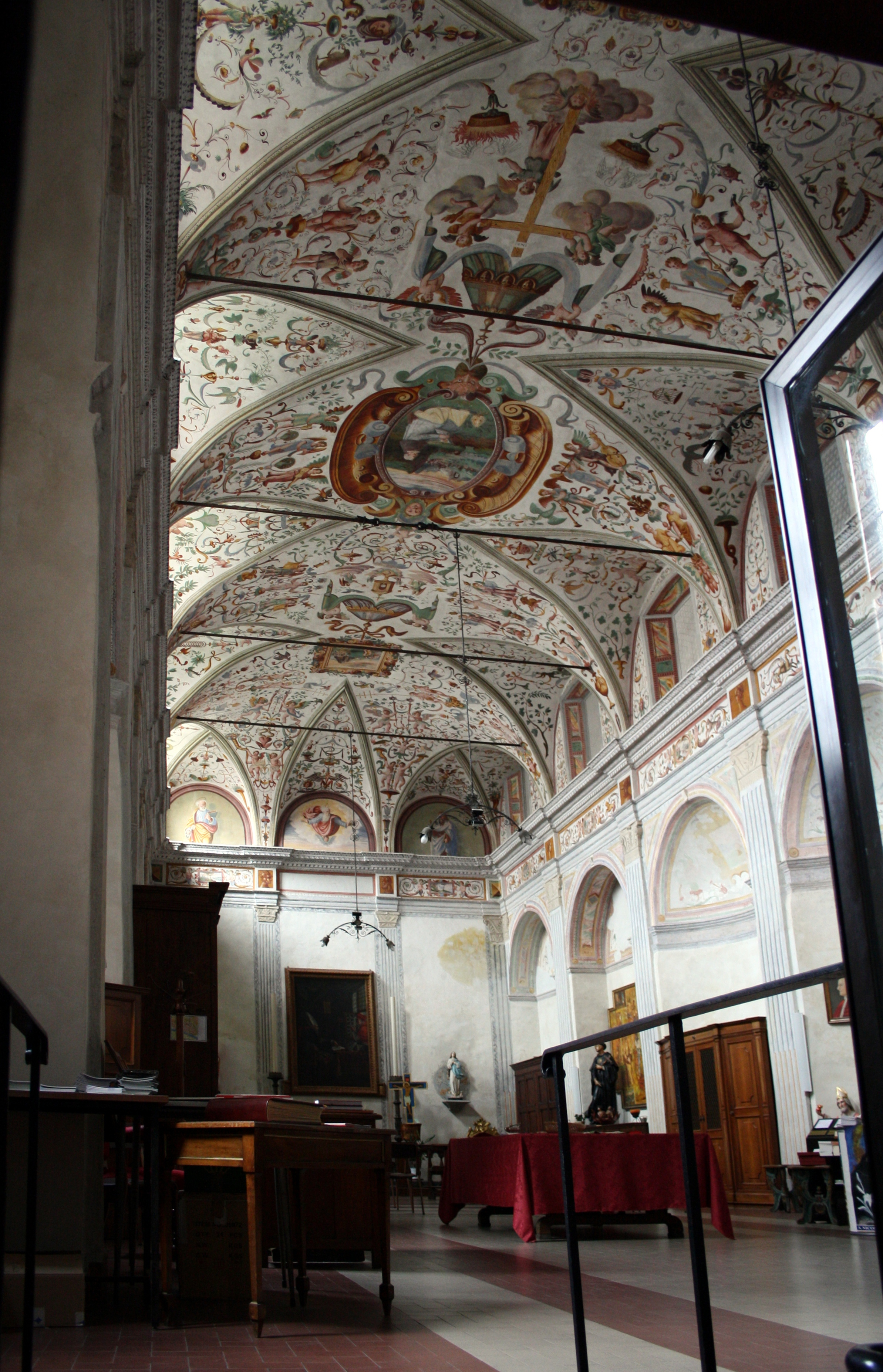
Склепіння храмової сакристії

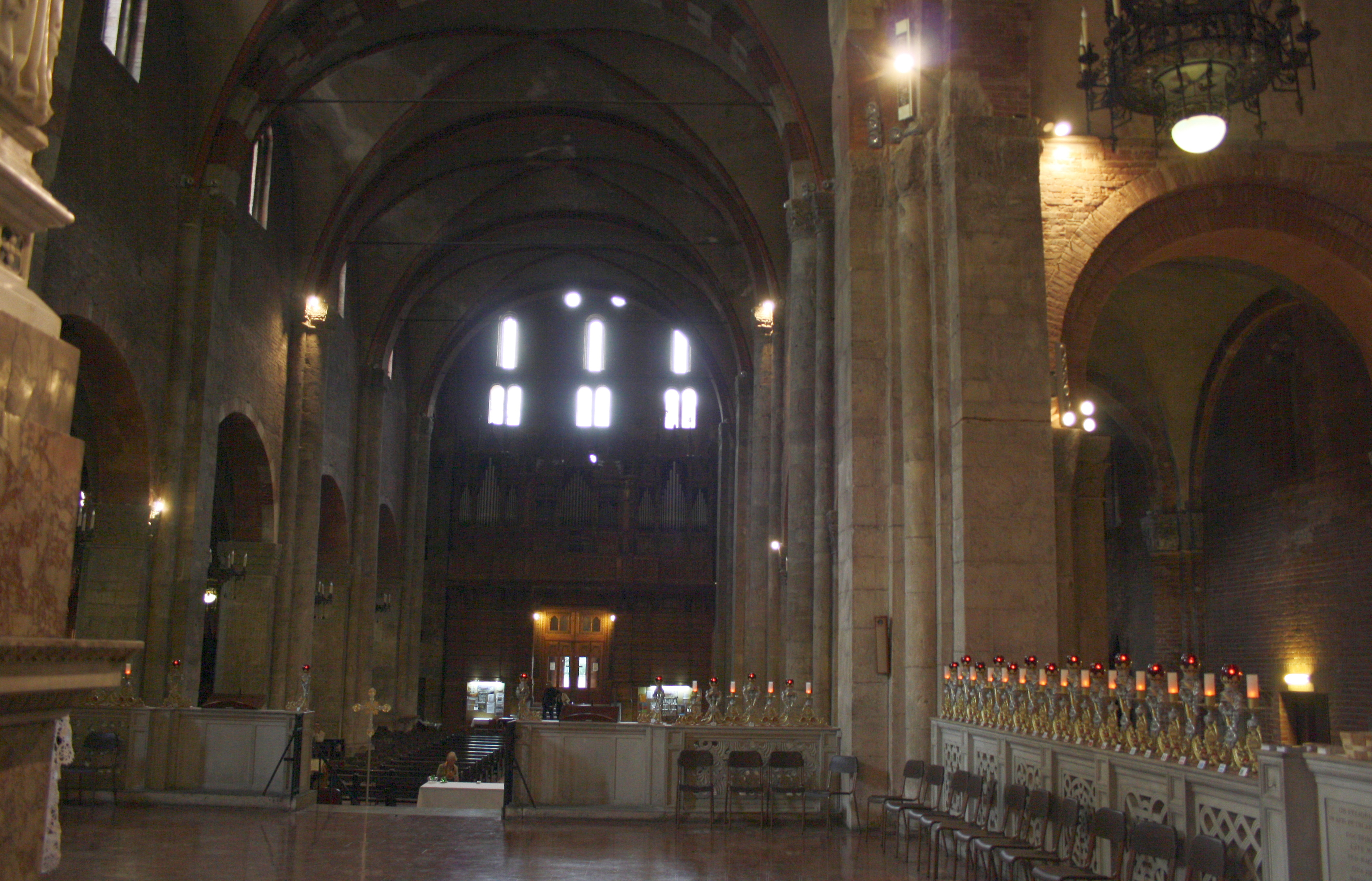
Головна нава від вівтаря на вхід
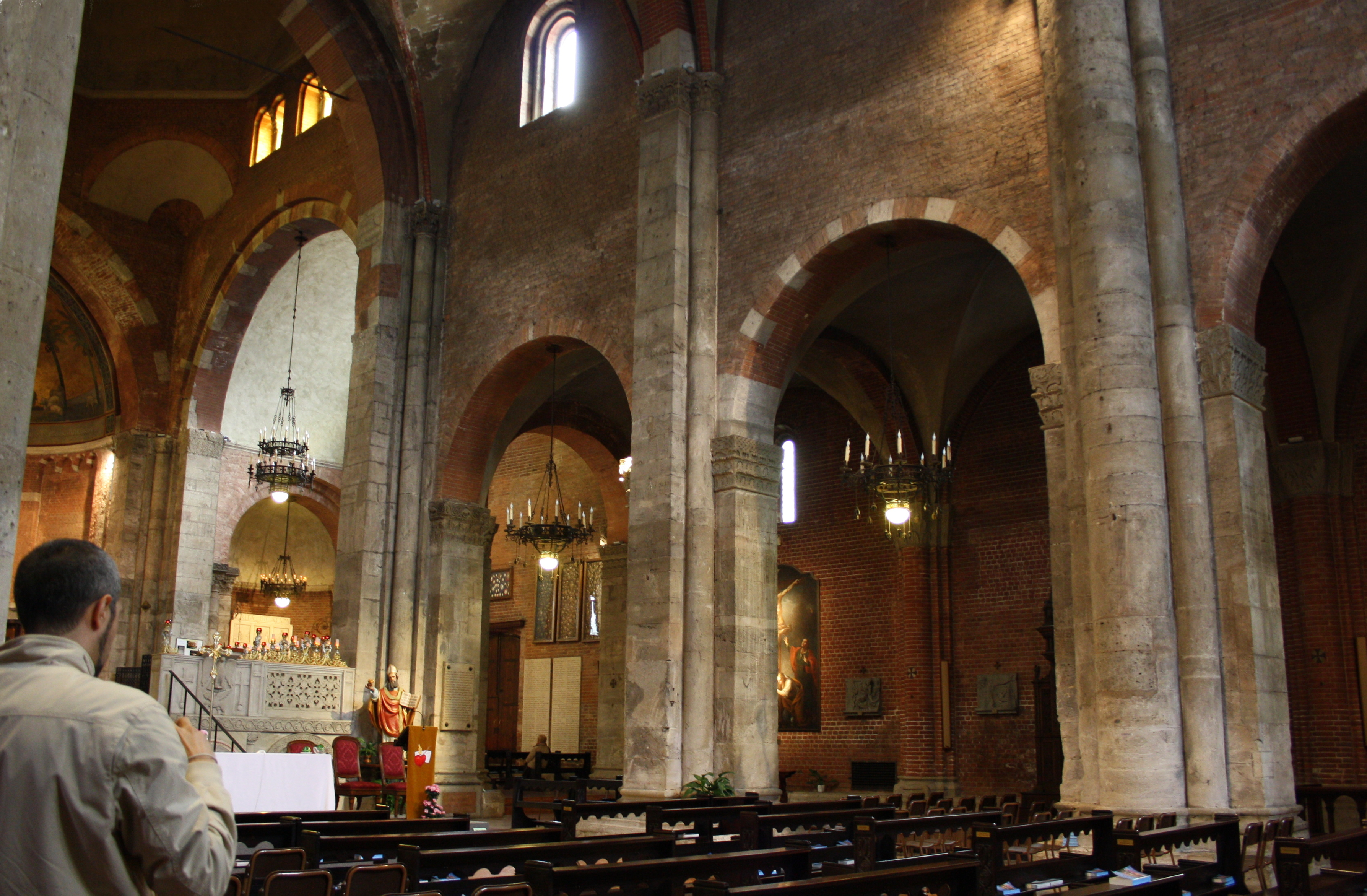
Аркада бічної нави
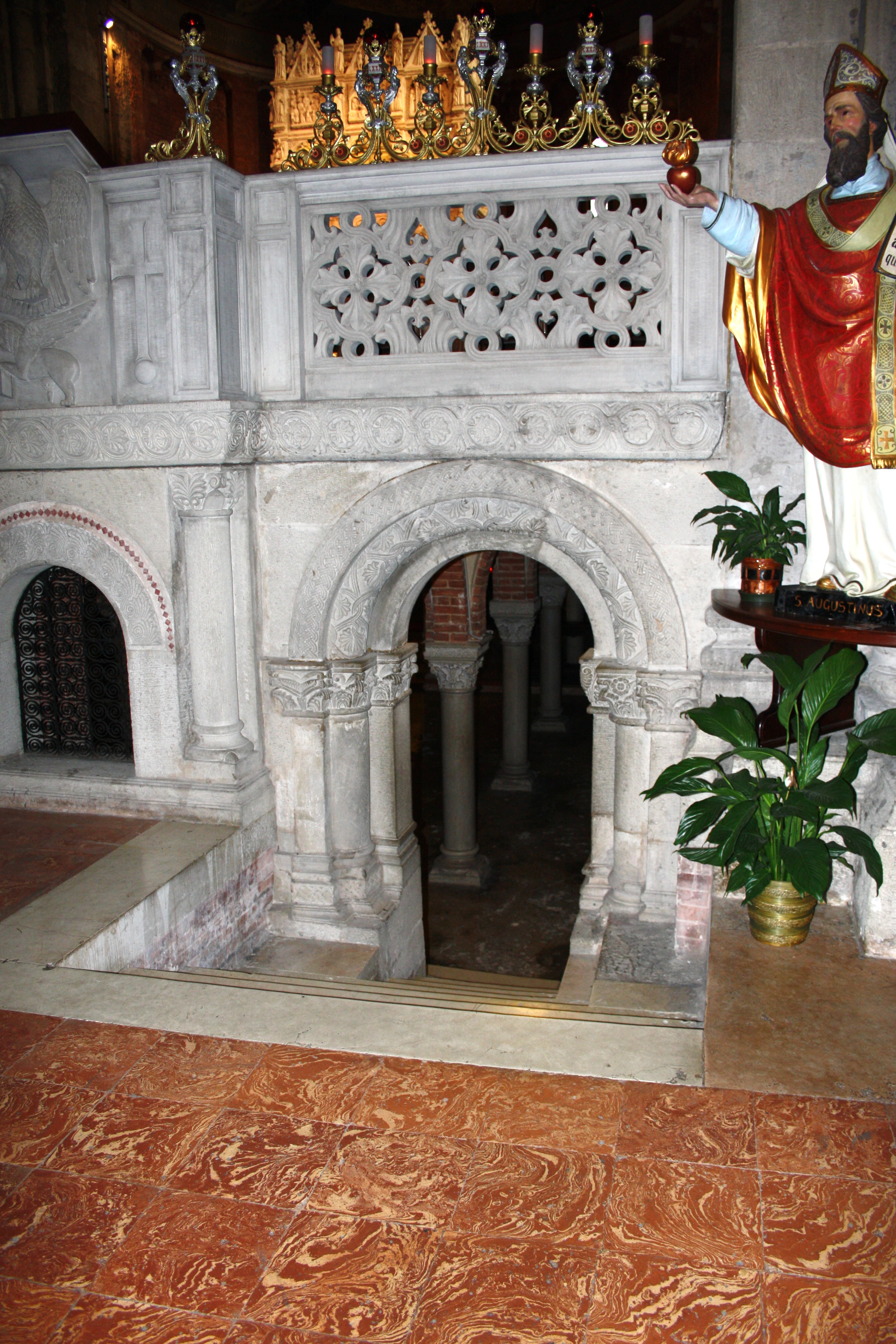
Вхід до крити під храмом
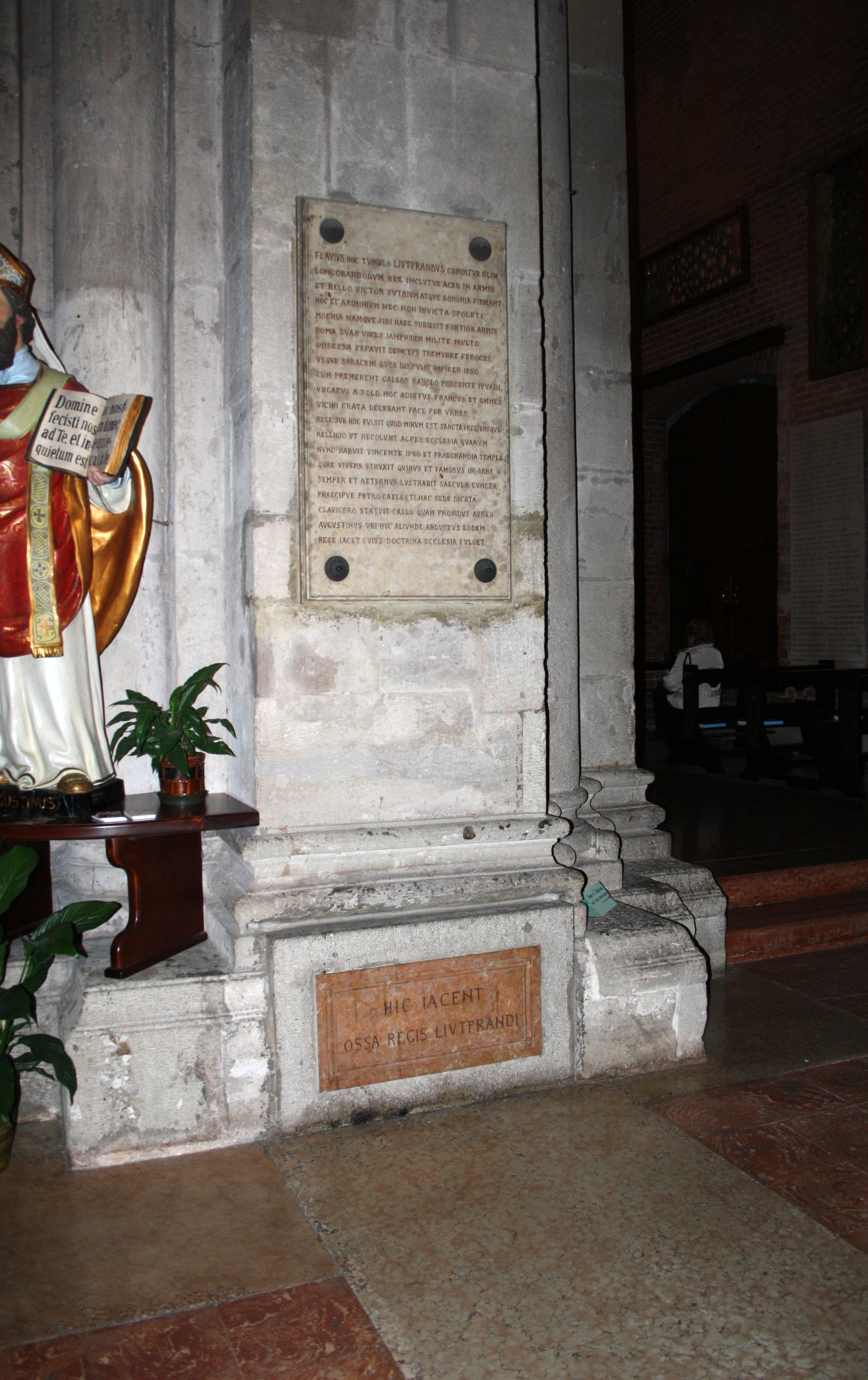
Епітафія короля Луітпранда